# Dinah ’63
Dinah ’63 — студийный альбом американской певицы Дины Вашингтон, выпущенный в 1963 году на лейбле Roulette Records. Продюсировал запись Генри Гловер, аранжировки Фреда Нормана.

## Отзывы критиков
| Оценки критиков                            | Оценки критиков |
| Источник                                   | Оценка          |
| ------------------------------------------ | --------------- |
| AllMusic                                   | [ 2 ]           |
| The Encyclopedia of Popular Music          | ·               |
| MusicHound Jazz: The Essential Album Guide | [ 5 ]           |
| The Rolling Stone Jazz & Blues Album Guide | [ 6 ]           |

Скотт Яноу из AllMusic написал: «Оценить записи Дины Вашингтон довольно легко. До 1959 года практически всё, что она записывала (даже в коммерческих целях), заслуживает приобретения, но обратное верно в отношении записей её последнего периода (1959—63). Как поп-исполнительница Вашингтон была лучше многих, но лишь тенью того, кем она была. Её заранее спланированные эмоции и преувеличенные манеры на записях Roulette (из которых Dinah ’63 была одной из последних) очень быстро утомляют». Джон Кецнер из MusicHound Jazz: The Essential Album Guide поместил альбом в раздел «Следует избегать» с формулировкой: «Это возвращение к поп-материалу, который Вашингтон исполняла в последние годы, но этот сет особенно бледен. Она исполняет каверы на такие мелодии, как „I Left My Heart in San Francisco“ и „Bill“, но они незначительны по сравнению с ее более ранними работами с поп-мелодиями».

## Список композиций
1. «I Wanna Be Around» (Джонни Мерсер, Сейди Виммерстадт) — 3:40
2. «Make Someone Happy» (Бетти Комден, Адольф Грин, Джул Стайн) — 3:13
3. «Rags to Riches» (Ричард Адлер, Джерри Росс) — 2:47
4. «Take Me in Your Arms» (Маркус Кафф, Митчел Пэриш, Фриц Роттер) — 2:16
5. «Drown in My Own Tears» (Генри Гловер) — 2:36
6. «Why I Was Born» (Оскар Хаммерстайн II, Джером Керн) — 2:41
7. «I Left My Heart in San Francisco» (Джордж Кори, Дуглас Кросс) — 2:09
8. «The Show Must Go On» (Рой Альфред, Эл Фриш) — 2:47
9. «I’m Glad for Your Sake» (Джек Лоуренс, Питер Тинтурин) — 2:51
10. «There Must Be a Way» (Сэмми Гэллоп) — 4:07
11. «What Kind of Fool Am I?» (Лесли Брикасс, Энтони Ньюли) — 2:05
12. «Bill» (Оскар Хаммерстайн II, Джером Керн, П. Г. Вудхаус) — 2:58

## Участники записи
- Аранжировка — Фред Норман
- Вокал — Дина Вашингтон
- Продюсер — Генри Гловер